# Senegal i olympiska spelen
Senegal deltog första gången vid olympiska sommarspelen 1964 i Tokyo och har sedan dess varit med vid varje olympiskt sommarspel. De har deltagit vid fem olympiska vinterspel sedan vinterspelen 1984 i Sarajevo. De har totalt vunnit en medalj.

## Medaljer
| Guld | Silver | Brons | Totalt antal medaljer |
| ---- | ------ | ----- | --------------------- |
| 0    | 1      | 0     | 1                     |

| Spel                | Idrottare        | Guld | Silver | Brons | Totalt | Placering |
| Tokyo 1964          | 12               | 0    | 0      | 0     | 0      | –         |
| Mexico City 1968    | 21               | 0    | 0      | 0     | 0      | –         |
| München 1972        | 38               | 0    | 0      | 0     | 0      | –         |
| Montréal 1976       | 21               | 0    | 0      | 0     | 0      | –         |
| Moskva 1980         | 32               | 0    | 0      | 0     | 0      | –         |
| Los Angeles 1984    | 24               | 0    | 0      | 0     | 0      | –         |
| Seoul 1988          | 23               | 0    | 1      | 0     | 1      | 36        |
| Barcelona 1992      | 20               | 0    | 0      | 0     | 0      | –         |
| Atlanta 1996        | 11               | 0    | 0      | 0     | 0      | –         |
| Sydney 2000         | 26               | 0    | 0      | 0     | 0      | –         |
| Aten 2004           | 15               | 0    | 0      | 0     | 0      | –         |
| Peking 2008         | 15               | 0    | 0      | 0     | 0      | –         |
| London 2012         | 31               | 0    | 0      | 0     | 0      | –         |
| Rio de Janeiro 2016 | 22               | 0    | 0      | 0     | 0      | –         |
| Tokyo 2020          | 9                | 0    | 0      | 0     | 0      | –         |
| Paris 2024          | 11               | 0    | 0      | 0     | 0      | –         |
| Los Angeles 2028    | Framtida tävling |      |        |       |        |           |
| Brisbane 2032       | Framtida tävling |      |        |       |        |           |
| Totalt              | Totalt           | 0    | 1      | 0     | 1      | 137       |

| Spel                | Idrottare        | Guld             | Silver           | Brons            | Totalt           | Placering        |
| Sarajevo 1984       | 1                | 0                | 0                | 0                | 0                | –                |
| Calgary 1988        | Deltog inte      | Deltog inte      | Deltog inte      | Deltog inte      | Deltog inte      | Deltog inte      |
| Albertville 1992    | 2                | 0                | 0                | 0                | 0                | –                |
| Lillehammer 1994    | 1                | 0                | 0                | 0                | 0                | –                |
| Nagano 1998         | Deltog inte      |                  |                  |                  |                  |                  |
| Salt Lake City 2002 | Deltog inte      |                  |                  |                  |                  |                  |
| Turin 2006          | 1                | 0                | 0                | 0                | 0                | –                |
| Vancouver 2010      | 1                | 0                | 0                | 0                | 0                | –                |
| Sotji 2014          | Deltog inte      |                  |                  |                  |                  |                  |
| Pyeongchang 2018    | Deltog inte      |                  |                  |                  |                  |                  |
| Peking 2022         | Deltog inte      |                  |                  |                  |                  |                  |
| Milano–Cortina 2026 | Framtida tävling | Framtida tävling | Framtida tävling | Framtida tävling | Framtida tävling | Framtida tävling |
| Totalt              | Totalt           | 0                | 0                | 0                | 0                | –                |

### Medaljer efter sporter
| Sport            | Guld | Silver | Brons | Totalt |
| Friidrott        | 0    | 1      | 0     | 1      |
| Totalt (1 sport) | 0    | 1      | 0     | 1      |

## Lista över medaljörer
| Medalj | Namn          | Spel       | Sport     | Gren                     |
| ------ | ------------- | ---------- | --------- | ------------------------ |
| Silver | Amadou Dia Ba | Seoul 1988 | Friidrott | Herrarnas 400 meter häck |